# Jakovlev Jak-50 (1975)

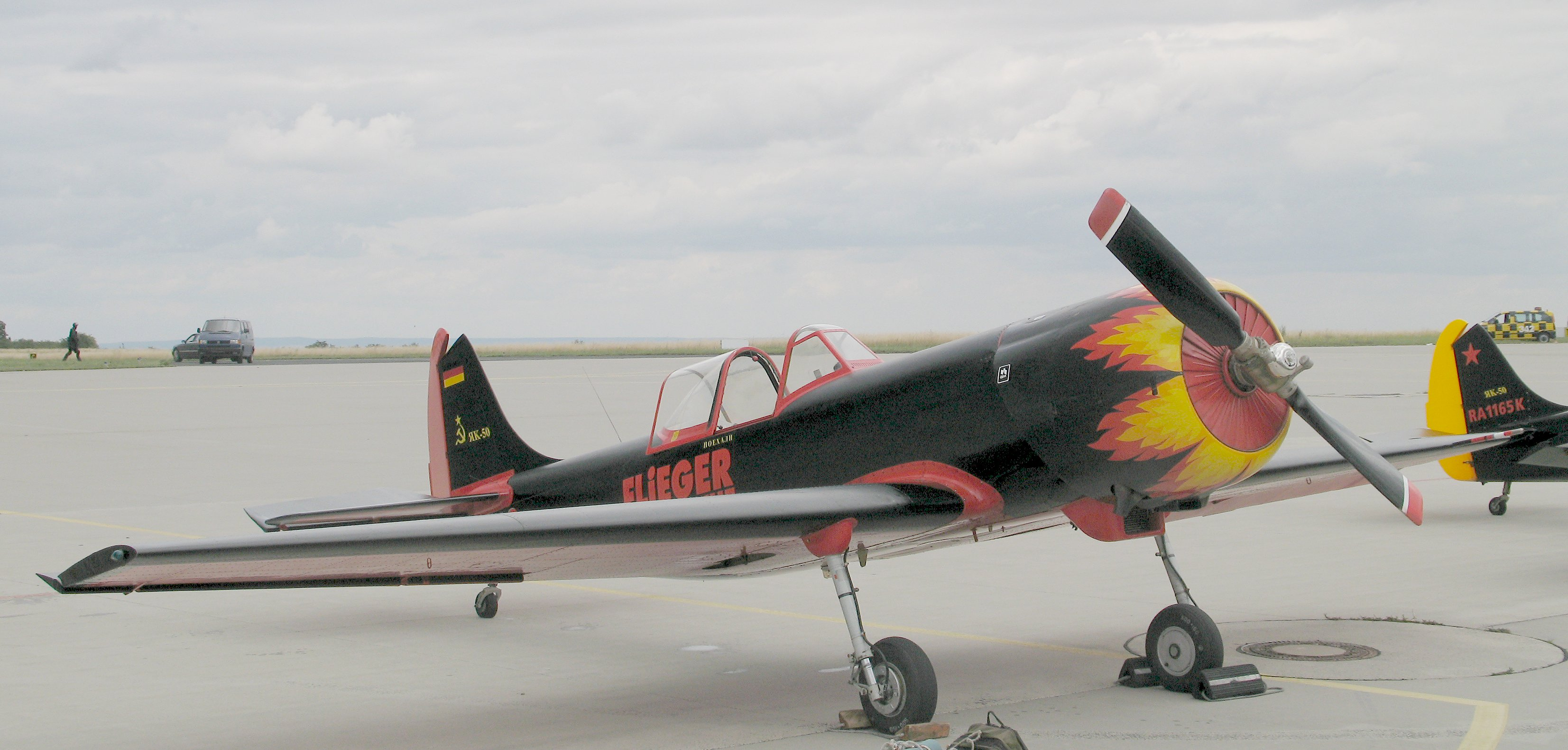
Jakovlev Jak-50.

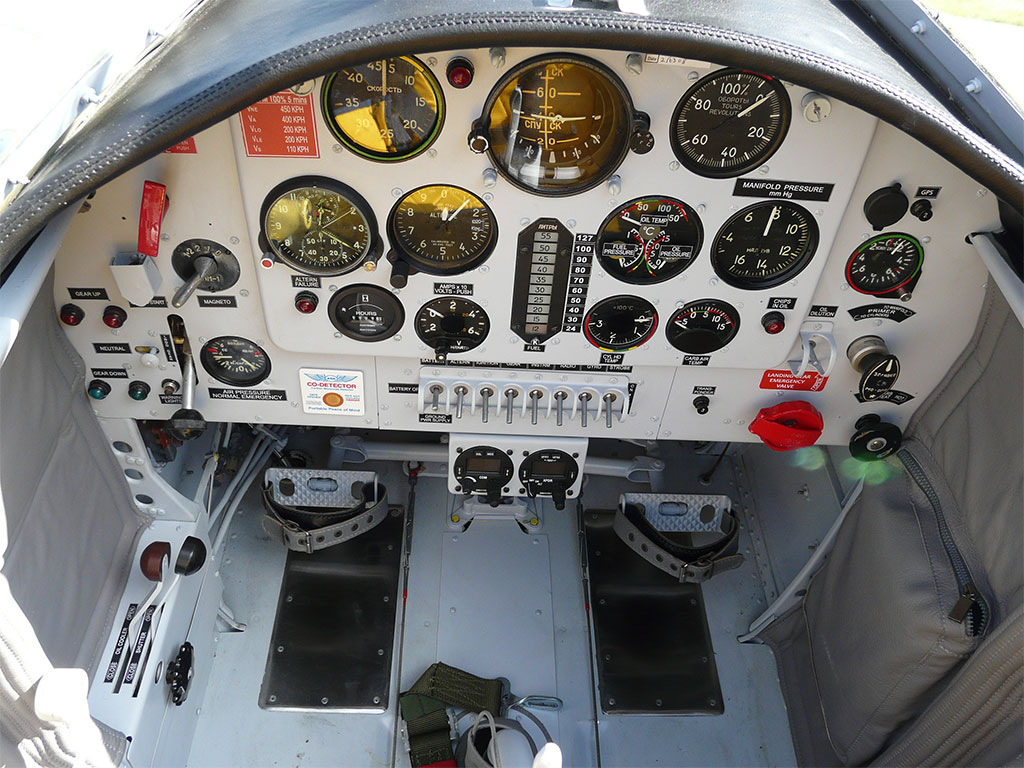
Cockpit.

Jakovlev Jak-50 är ett enmotorigt propellerplan utvecklat av Jakovlev.
Planet användes som skol- och akrobatikflygplan. Tillverkningen upphörde i Sovjetunionen på 1980-talet och ersattes av Jakovlev Jak-52 som fortfarande tillverkas.